# Xaverine Nirere
Xaverine Nirere, née le 12 avril 2002, est une coureuse cycliste rwandaise. Elle est la sœur du coureur cycliste Valens Ndayisenga.

## Carrière
Aux Championnats d'Afrique de cyclisme sur route 2023 à Accra, elle est médaillée d'argent du contre-la-montre par équipes mixtes et médaillée de bronze en contre-la-montre par équipes.
Sur le plan national, elle est sacrée championne du Rwanda de course en ligne en 2018.

## Palmarès
- 2017
  - 2e du championnat du Rwanda sur route
- 2018
  -  Championne du Rwanda sur route
  - 3e du championnat du Rwanda du contre-la-montre
- 2023
  - Kivu Belt Race
  -  Médaillée d'argent du championnat d'Afrique sur route espoirs
  -  Médaillée d'argent du championnat d'Afrique du contre-la-montre par équipes mixtes
  -  Médaillée de bronze du championnat d'Afrique du contre-la-montre par équipes
- 2025
  -  Championne du Rwanda du contre-la-montre
  - Tour de Windhoek : 
    - Classement général
    - 3e étape

  - 3e du championnat du Rwanda sur route

## Classements mondiaux
| Année                                 | 2023 |
| ------------------------------------- | ---- |
| Classement UCI                        | 287e |
|                                       |      |
| Légende : nc = non classéSource : UCI |      |